# Paravan

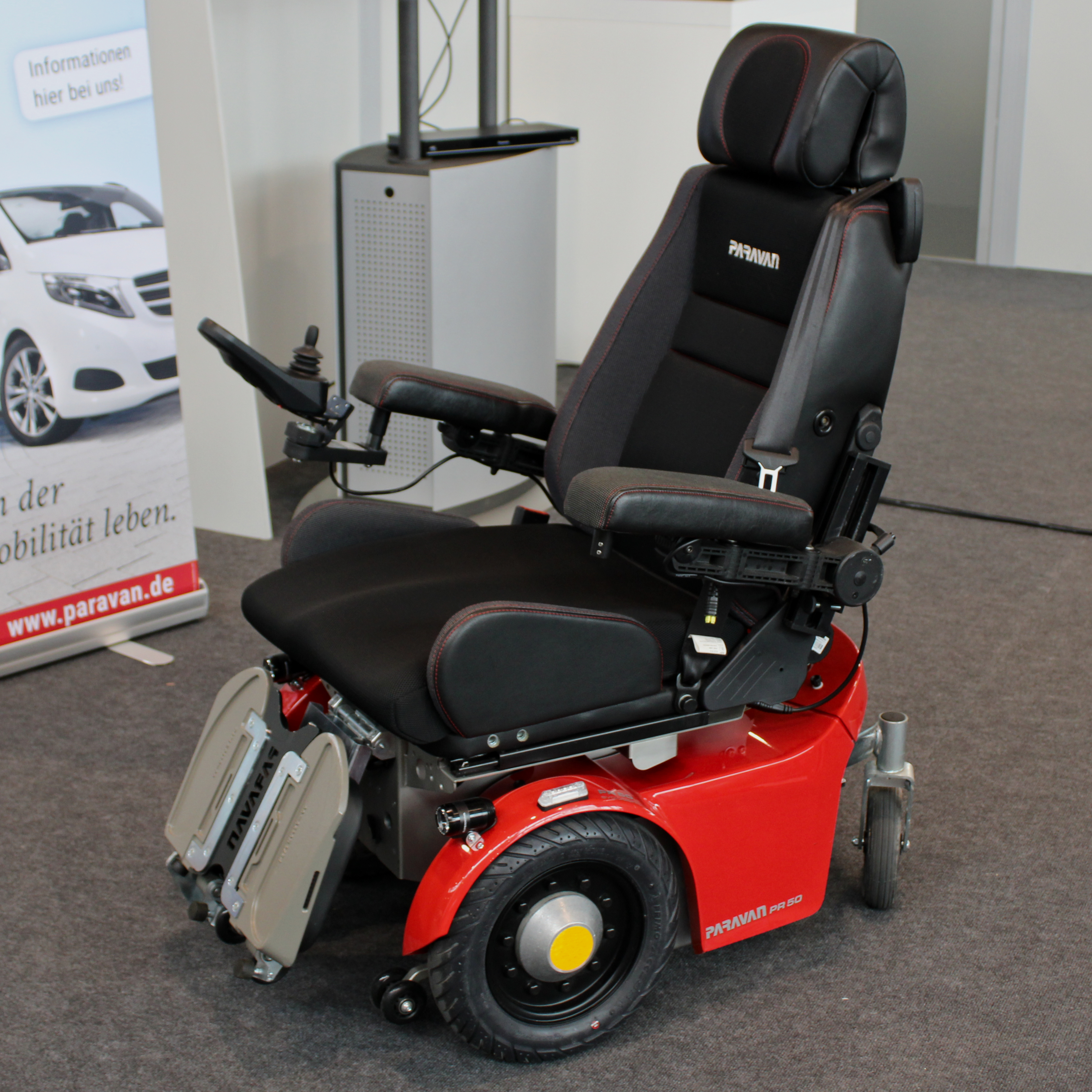
Elektrorollstuhl von Paravan

Die Paravan GmbH ist ein deutsches Unternehmen mit Sitz im baden-württembergischen Pfronstetten-Aichelau, das behindertengerechte Fahrzeuge, digitale Lenk- und Bremssysteme und Rollstühle entwickelt und herstellt.

## Geschichte
1989 wurde das Unternehmen Reifenservice Arnold als Reifenfachbetrieb von Roland Arnold gegründet. 1997 begann Arnold, Fahrzeuge verschiedener Marken, insbesondere Vans, behindertengerecht umzubauen. Das erste Paravan-Modell entstand auf Basis eines Chrysler Voyagers. 2003 kam die erste Generation der Technologie Space Drive auf den Markt, 2005 folgte die Gründung der Paravan GmbH. 2008 entwickelte das Unternehmen den Elektro-Rollstuhl PR-50, der als erster Elektro-Rollstuhl eine EU-weite Zulassung als Autositz bekam. 2017 entwickelte Paravan den Cloui, eine Fahrzeugplattform für autonome Elektroautos.
2011 übernahm die Adolf Würth GmbH & Co. KG eine Beteiligung an der Paravan GmbH von 25,1 %. 2013 wurde der Steh- und Therapiestuhl PR Biolution entwickelt, der biometrische Gelenke an Hüfte und Knie hat. 2014 expandierte das Unternehmen in die USA mit einer Niederlassung in Dayton. In 2015 übernahm die Adolf Würth GmbH weitere Anteile der Paravan GmbH und wurde mit einer Gesamtbeteiligung von 51 % zum Mehrheitseigner. Im gleichen Jahr präsentierte das Unternehmen auf dem Solitude Revival den nach eigenen Angaben ersten Steer-by-Wire Rennwagen der Welt auf Basis eines WTCC (World Touring Championship Car) Rennwagens.
2018 kaufte Roland Arnold alle Paravan-Anteile von Würth zurück und gründete mit der Schaeffler-Gruppe ein Joint Venture unter dem Namen Schaeffler Paravan Technologie GmbH & Co. KG. Die Schaeffler-Gruppe hielt 90 % an dem Gemeinschaftsprojekt, das die Drive-by-Wire-Technologie Space Drive weiterentwickeln und neue Mobilitätssysteme entwickeln will. Zum 1. Oktober erwarb das Joint Venture die Space-Drive-Technologie der Paravan GmbH. Im November 2022 übernahm Schaeffler das bisherige Joint Venture vollständig.
Im April 2024 stieg Paravan als eines von fünf Unternehmen als Investor beim Hockenheimring ein.
Paravan gab außerdem im April 2024 bekannt, dass Lars Soutschka künftig als General Director das Führungsteam verstärkt.

## Produkte
Paravan ist in drei Produktbereichen aktiv: Das Unternehmen entwickelt und fertigt Elektrorollstühle, zusätzlich wurde auch ein Steh- und Therapiestuhl mit biometrischen Gelenken entwickelt. Zudem baut Paravan Fahrzeuge für Kunden behindertengerecht um. Bis Oktober 2022 entwickelte das Unternehmen in Zusammenarbeit mit der Schaeffler Gruppe die Drive-by-Wire Technologie Space Drive.
Space Drive

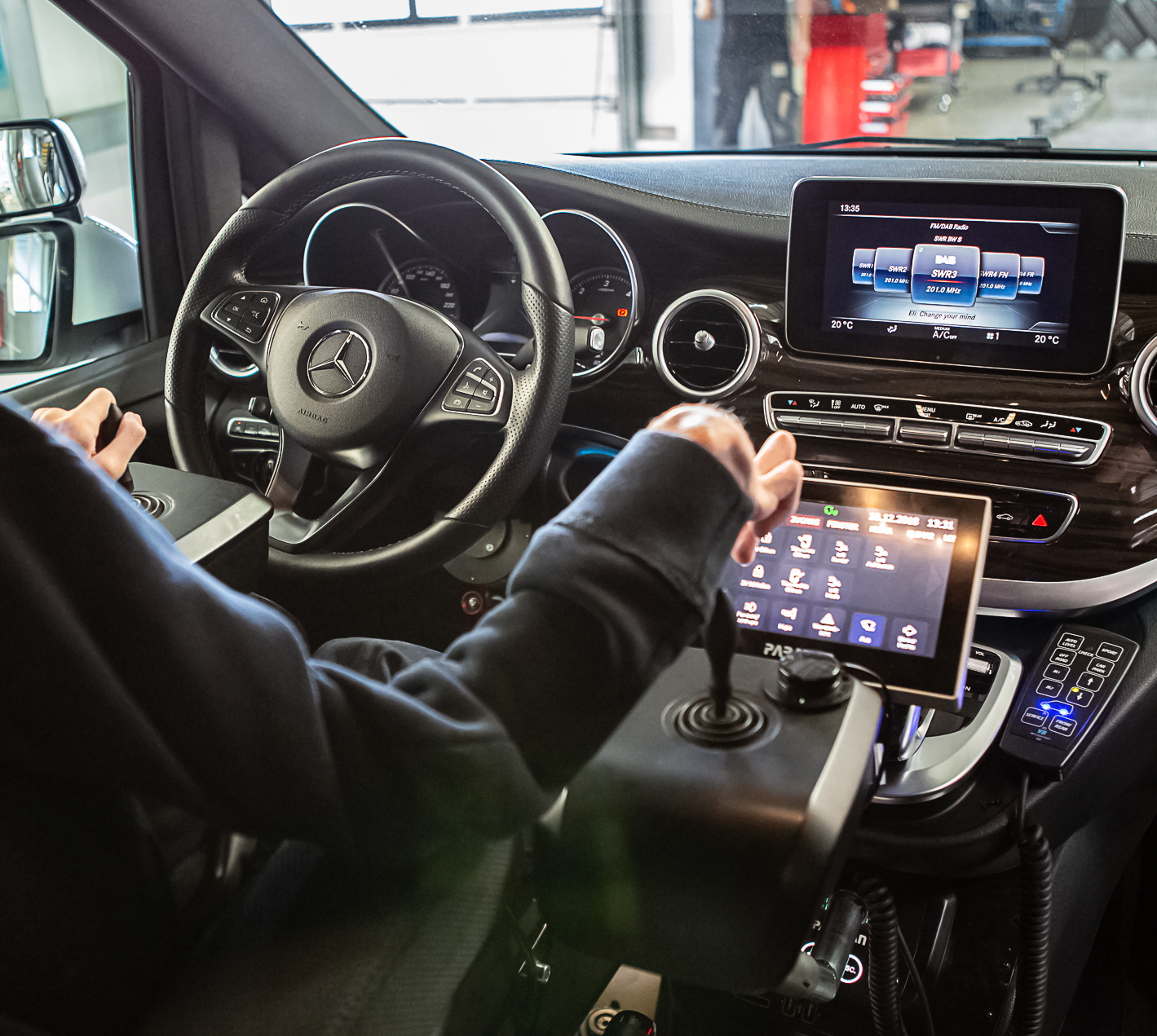
Das Fahr- und Lenksystem Space Drive im Fahrzeug verbaut

Das redundante Fahr- und Lenksystem Space Drive ermöglicht es, ein Auto mit einem Vier-Wege-Joystick ohne Lenkrad und Pedale zu steuern. Bremse, Gas, Lenkung und andere Funktionen werden mit dem Drive-by-Wire-System durch mikroprozessgesteuerte Fahrhilfen bedient. Space Drive ist in Deutschland das erste System dieser Art mit TÜV- und Straßenzulassung (nach ECE-R-10, ECE-R-13 und ECE-R-79). Basierend auf dieser Technologie, erhielt im Jahr 2021 als erstes lenkradloses Auto ein umgebautes Tesla Model 3 eine deutsche Straßenzulassung.
Mitte 2019 startete ein mit Steer-by-Wire von Schaeffler Paravan ausgerüsteter Rennwagen als Demonstrationsfahrt in der Rennserie DMV GTC. Es war der erste vom Deutschen Motor Sport Bund zugelassene Wagen mit dieser Technologie. Im Juli 2020 startete ein Porsche mit Space Drive in der Rennserie ADAC GT Masters auf dem Lausitzring. Im September 2020 absolvierte ein Porsche Cayman 718 GT4 ein 24-Stunden-Rennen auf dem Nürburgring ebenfalls mit Space Drive. Im Juni 2021 fuhr, ebenfalls während eines 24-Stunden-Rennens, erstmals ein Fahrzeug ohne mechanische Lenksäule in der nächsthöheren Klasse GT3: Der Mercedes-AMG GT3 erreichte auf dem Nürburgring Position 16 der Gesamtwertung. Auch in der im Juni angelaufenen DTM-Saison 2021 starten drei GT3-Fahrzeuge mit Space Drive. Im Oktober 2022 folgte der erste Einsatz der Technologie in einem offiziellen Rallye-Rennen: Pilot Fabio Schwarz steuerte einen Rennwagen mit Steer-by-Wire im letzten Saisonlauf der Deutschen Rallye-Meisterschaft.
Im September 2022 erhielt Janis McDavid, ein Autofahrer, der ohne Arme und Beine geboren wurde, eine Rennlizenz für ein mit Space Drive ausgerüstetes Fahrzeug.

### Funktion
Digitale Signale, wie CAN, FlexRay oder LIN, oder analoge Bedienelemente, wie Joystick, Lenkrad oder Apps, geben elektronische Impulse über Kabel ab, die in Millisekunden von Prozessoren verarbeitet und an Servomotoren zur Steuerung von Bremsen, Lenkung und Gas weitergegeben werden. Durch sich gegenseitig überwachende Komponenten ist das System redundant verbunden und vor Ausfällen geschützt. Jeder Datentransfer wird von einer Logikschaltung überwacht und verifiziert.

## Unternehmensstruktur und Standorte
Die Paravan GmbH hat ihren Hauptsitz in Pfronstetten-Aichelau, wo sich auch die Verwaltung, die eigene Behindertenfahrschule und das Mobilitätszentrum befinden. In Heidelberg führt Paravan ein Vertriebs- und Kompetenzzentrum, außerdem unterhält das Unternehmen dort eine Fahrschule im Aktiv-Reha-Center. Zusätzlich hat die Paravan GmbH Niederlassungen in Australien, Belgien, Dänemark, Frankreich, Großbritannien, Irland, Israel, Italien, Luxemburg, Neuseeland, Niederlande, Norwegen, Österreich, Portugal, Schweden, Schweiz, Spanien und den USA.
Von 2018 bis Oktober 2022 betrieben die Paravan GmbH und die Schaeffler Gruppe das Joint Venture Schaeffler Paravan Technologie GmbH & Co. KG, an dem die Schaeffler Gruppe 90 % hielt.
2023 hatte Paravan rund 160 Mitarbeiter.

## Gesellschaftliches Engagement
Im August 2010 gründete Roland Arnold gemeinsam mit seiner Frau Martina die Roland und Martina Arnold-Paravan-Stiftung. Diese setzt sich besonders für behinderte Kinder ein, deren Familien keine ausreichende Unterstützung von Sozialversicherungen bekommen. Außerdem sollen die Interessen behinderter Menschen in öffentlichen Gremien vertreten werden, um Inklusion und Gleichberechtigung zu fördern.

## Auszeichnungen (Auswahl)
2005
- Finalist Entrepreneur des Jahres von Ernst & Young[32]
- Deutscher Handwerkspreis der Bertelsmann Stiftung und des Zentralverbands des Deutschen Handwerks[33]

2008
- Bayrischer Staatspreis des bayerischen Wirtschaftsministeriums[34]

2010
- Mutmacher der Nation[35]
- Wirtschaftsmedaille des Landes Baden-Württemberg[36]

2011
- Großer Preis des Mittelstandes der Oskar-Patzelt-Stiftung[37]

2012
- Industriepreis: Kategorie Automotive für Space Drive System[38]
- Deutscher Unternehmerpreis: Kategorie Social Business[39]
- Querdenker-Award[35]

2012/13
- European Business Award: Ruban d’Honneur[40]
- European Business Award: National Champion[41]

2013
- Premier-Finalist beim Großen Preis des Mittelstandes[42]

2014
- Deutscher Service-Innovationspreis: Kategorie Innovative Service-Dienstleistung[43]

2021
- Rudolf-Diesel-Medaille für die „nachhaltigste Innovationsleistung“[44]